# Amara (langue)
Pour les articles homonymes, voir Amara.
L’amara est une des langues ngero-vitiaz, parlée par 1 200 locuteurs[Quand ?], le long de la côte nord-ouest de la province de Nouvelle-Bretagne occidentale. Ses locuteurs parlent presque tous bariai et de nombreux parlent tok pisin.